# Moroka Swallows FC
Moroka Swallows Football Club – południowoafrykański klub piłkarski grający obecnie w Premier Soccer League, mający siedzibę w mieście Johannesburg, stolicy prowincji Gauteng.

## Historia
Klub został założony W latach 40. przez trzech miłośników piłki nożnej: Ishmaela Lesolanga, Strike’a Makgathę i Johnny’ego Kubhekę jako Congregated Rovers, a niedługo potem klub zmienił nazwę na Moroka Rovers. 10 października 1947 trio to postanowiło o zmianie nazwy klubu na Moroka Swallows i ustanowieniu siedziby w mieście Masakeng. W 1965 roku Moroka Swallows osiągnęła największy sukces w swojej historii, gdy wywalczyła mistrzostwo Republiki Południowej Afryki. W 1971 roku stała się pierwszym klubem w kraju zarejestrowanym jako spółka publiczna. W latach 1989 i 1991 klub zwyciężył w Bob Save Super Bowl, w 2004 – w ABSA Cup, a w 2009 w Nedbank Cup.

## Sukcesy
- SASL
  - mistrzostwo (1): 1965.

- ABSA Cup
  - zwycięstwo (1): 2004.

- Nedbank Cup
  - zwycięstwo (1): 2009.

- Mainstay Cup
  - zwycięstwo (1): 1983.

- BP Top Eight Cup
  - zwycięstwo (2): 1975, 1979.

- Bob Save Super Bowl
  - zwycięstwo (2): 1989, 1991.

- Sales House Cup
  - zwycięstwo (1): 1978.

## Historia występów w Premier Soccer League
- 2008/2009 – 11. miejsce
- 2007/2008 – 7. miejsce
- 2006/2007 – 3. miejsce
- 2005/2006 – 4. miejsce
- 2004/2005 – 5. miejsce
- 2003/2004 – 7. miejsce
- 2002/2003 – 4. miejsce
- 2001/2002 – 6. miejsce
- 2000/2001 – 15. miejsce
- 1999/2000 – 12. miejsce
- 1998/1999 – 15. miejsce
- 1997/1998 – 11. miejsce
- 1996/1997 – 11. miejsce